# Локални избори у Србији 2017.
У малом броју општина одржани су локални избори у Србији 2017. Они нису били део редовног циклуса локалних избора у земљи, већ су се одвијали у одређеним јурисдикцијама где је или пала локална власт или су последњи локални избори за четворогодишњи мандат одржани 2013.
Сви локални избори у Србији 2017. одржани су по пропорционалном изборном систему. Градоначелници нису били директно бирани, већ су их бирали изабрани чланови локалних скупштина. Странке су морале да пређу изборни цензус од пет одсто (од свих гласова, а не само од важећих гласова), иако је овај услов укинут за странке које представљају националне мањине.

## Резултати

### Војводина

#### Ковин
У Ковину су 23. априла 2017. године одржани избори због истека мандата претходној скупштини изабраној на локалним изборима 2013.
| Странка                   | Странка | Гласови | %      | Мандати |
| ------------------------- | --- | ------- | ------ | ------- |
|                           | Александар Вучић–Брже, јаче, боље                                                                                           | 5,803   | 43.27  | 22      |
|                           | Савез војвођанских Мађара–Иштван Пастор                                                                                     | 726     | 5.41   | 2       |
|                           | Група грађана: Ковин може боље-заједно за нашу општину–Др. Иван Дотлић                                                      | 1,228   | 9.16   | 4       |
|                           | Демократска странка–Др. Владимир Тасић                                                                                      | 1,146   | 8.54   | 4       |
|                           | Драган Марковић Палма–"Јединствена Србија"                                                                                  | 1,657   | 12.35  | 6       |
|                           | Ивица Дачић–"Социјалистичка партија Србије, Комунистичка партија, Зелени Србије, Покрет социјалиста, Српска народна партија | 1,891   | 14.10  | 7       |
|                           | Партија уједињених пензионера Србије–Милан Кркобабић                                                                        | 525     | 3.91   | –       |
|                           | Српска радикална странка–Др. Војислав Шешељ                                                                                 | 436     | 3.25   | –       |
| Укупно                    | Укупно | 13,412  | 100.00 | 45      |
|                           | |         |        |         |
| Важећих гласова           | Важећих гласова | 13,412  | 97.65  |         |
| Неважећих/празних гласова | Неважећих/празних гласова                                                                                                   | 323     | 2.35   |         |
| Укупно гласова            | Укупно гласова | 13,735  | 100.00 |         |
| Регистрованих гласача     | Регистрованих гласача | 29,145  | 47.13  |         |
| извор:                    | |         |        |         |

Актуелна градоначелница Сања Петровић изабрана је за још један мандат након избора, уз подршку тридесет осам делегата. Социјалисти су учествовали у локалној власти. Она је почетком 2020. поднела оставку на место градоначелника како би ускладила општинске изборе у Ковину са општим циклусом локалних избора у Србији и именована је за лидера привремене администрације до гласања.

#### Оџаци
У Оџацима су 23. априла 2017. одржани избори. Претходни локални избори одржани су у децембру 2013; актуелни градоначелник Душан Маријан поднео је оставку почетком 2017. године како би ускладио општинске изборе са председничким изборима 2017. Маријан је у почетку водио привремену власт до нових избора; касније га је заменила Латинка Васиљковић.
| Странка                   | Странка                                     | Гласови | %      | Мандати |
| ------------------------- | ------------------------------------------- | ------- | ------ | ------- |
|                           | Александар Вучић–Брже, јаче, боље           | 7,734   | 55.70  | 16      |
|                           | Ивица Дачић–"Социјалистичка партија Србије" | 2,653   | 19.11  | 5       |
|                           | Група грађана: Оџаци могу боље              | 1,185   | 8.54   | 2       |
|                           | Српска радикална странка–Др. Војислав Шешељ | 973     | 7.01   | 2       |
|                           | Демократска странка–Александар Дикић        | 967     | 6.96   | 2       |
|                           | Група грађана: Доста је било–Саша Радуловић | 372     | 2.68   | –       |
| Укупно                    | Укупно                                      | 13,884  | 100.00 | 27      |
|                           |                                             |         |        |         |
| Важећих гласова           | Важећих гласова                             | 13,884  | 97.64  |         |
| Неважећих/празних гласова | Неважећих/празних гласова                   | 335     | 2.36   |         |
| Укупно гласова            | Укупно гласова                              | 14,219  | 100.00 |         |
| Регистрованих гласача     | Регистрованих гласача                       | 26,063  | 54.56  |         |
| извор:                    |                                             |         |        |         |

За градоначелника је након избора изабрана Латинка Васиљковић. Поднела је оставку почетком 2020. да би ускладила општинске изборе у Оџацима са општим изборним циклусом у Србији; Горан Николић именован је за челника привремене власти до гласања.

#### Пећинци
У Пећинцима су 24. децембра 2017. одржани локални избори због оставке председнице Српске напредне странке Дубравке Ковачевић Суботички претходног месеца. Она је именована да води привремену управу пре гласања.
| Странка                   | Странка                                                                             | Гласови | %      | Мандати |
| ------------------------- | ----------------------------------------------------------------------------------- | ------- | ------ | ------- |
|                           | Александар Вучић–Српска напредна странка–Социјалистичка партија Србије–Ивица Дачић  | 8,747   | 79.74  | 27      |
|                           | "Достојанствено, Без страха–Бата Марковић–Демократска странка и ЛСВ"–Живко Марковић | 963     | 8.78   | 3       |
|                           | "Јединствена Србија"–Драган Марковић Палма                                          | 444     | 4.05   | –       |
|                           | Група грађана: За Пећинце без корупције                                             | 339     | 3.09   | –       |
|                           | Српска радикална странка–Др. Војислав Шешељ                                         | 315     | 2.87   | –       |
|                           | Либерално-демократска партија–Борисав Костић                                        | 162     | 1.48   | –       |
| Укупно                    | Укупно                                                                              | 10,970  | 100.00 | 30      |
|                           |                                                                                     |         |        |         |
| Важећих гласова           | Важећих гласова                                                                     | 10,970  | 97.47  |         |
| Неважећих/празних гласова | Неважећих/празних гласова                                                           | 285     | 2.53   |         |
| Укупно гласова            | Укупно гласова                                                                      | 11,255  | 100.00 |         |
| Регистрованих гласача     | Регистрованих гласача                                                               | 15,994  | 70.37  |         |
| извор:                    |                                                                                     |         |        |         |

Жељко Трбовић из Српске напредне странке изабран је за градоначелника након избора. Трбовић је почетком 2020. поднео оставку да би ускладио локални изборни циклус Пећинаца са општим локалним изборима 2020. и именован је да води нову привремену администрацију.

#### Врбас
У Врбасу су 23. априла 2017. одржани локални избори након оставке градоначелника Српске напредне странке Милана Глушца раније ове године. У Врбасу су последњи локални избори одржани 2013. године, а редовни мандат Скупштине истекао је у октобру 2017. године. Глушац је рекао да је поднео оставку како би се општински избори у Врбасу усагласили са председничким изборима 2017, као мером уштеде; служио је као вођа привремене власти до гласања.
| Странка                   | Странка                                     | Гласови | %      | Мандати |
| ------------------------- | ------------------------------------------- | ------- | ------ | ------- |
|                           | Александар Вучић–Брже, јаче, боље           | 8,449   | 43.63  | 17      |
|                           | Социјалистичка партија Србије               | 4,304   | 22.23  | 8       |
|                           | Ослободимо Врбас                            | 2,270   | 11.72  | 4       |
|                           | Покрет социјалиста–Александар Вулин         | 1,906   | 9.84   | 3       |
|                           | Српска радикална странка–Др. Војислав Шешељ | 1,414   | 7.30   | 2       |
|                           | Група грађана: Доста је било–Саша Радуловић | 1,020   | 5.27   | 2       |
| Total                     | Total                                       | 19,363  | 100.00 | 36      |
|                           |                                             |         |        |         |
| Важећих гласова           | Важећих гласова                             | 19,363  | 97.37  |         |
| Неважећих/празних гласова | Неважећих/празних гласова                   | 522     | 2.63   |         |
| Укупно гласова            | Укупно гласова                              | 19,885  | 100.00 |         |
| Регистрованих гласача     | Регистрованих гласача                       | 35,947  | 55.32  |         |
| извор:                    |                                             |         |        |         |

Милан Глушац је изабран за још један мандат градоначелника након избора. Најавио је оставку у новембру 2019., повукао се убрзо након тога и дефинитивно је поднео оставку почетком 2020. Подразумева се да су оставке Милана Глушца темпиране тако да се наредни општински избори у Врбасу усагласе са главним циклусом локалних избора у Србији. Његова оставка озваничена је 24. фебруара 2020. и поново је именован за челника привремене власти до следећих локалних избора.

### Шумадија и Западна Србија

#### Косјерић
У Косјерићу су 24. априла 2017. одржани локални избори због истека мандата претходној скупштини изабраној 2013.
| Странка                   | Странка | Гласови | %      | Мандати |
| ------------------------- | --- | ------- | ------ | ------- |
|                           | Александар Вучић—Брже, јаче, боље (Српска напредна странка, Социјалистичка партија Србије, Социјалдемократска партија Србије, Партија уједињених пензионера Србије) | 2,116   | 32.77  | 10      |
|                           | Демократска странка, Српски покрет обнове, Либерално-демократска партија–Док не буде касно                                                                          | 1,122   | 17.37  | 5       |
|                           | За здраву Србију–Милан Стаматовић–Косјерић | 765     | 11.85  | 3       |
|                           | Демократска странка Србије–Милош Јовановић | 633     | 9.80   | 3       |
|                           | Српска народна партија–Ненад Поповић | 509     | 7.88   | 2       |
|                           | Нова Србија–Велимир Илић | 508     | 7.87   | 2       |
|                           | Покрет социјалиста Александар Вулин | 457     | 7.08   | 2       |
|                           | Двери | 269     | 4.17   | –       |
|                           | Српска радикална странка Др. Војислав Шешељ | 79      | 1.22   | –       |
| Укупно                    | Укупно | 6,458   | 100.00 | 27      |
|                           | |         |        |         |
| Важећих гласова           | Важећих гласова | 6,458   | 98.55  |         |
| Неважећих/празних гласова | Неважећих/празних гласова | 95      | 1.45   |         |
| Укупно гласова            | Укупно гласова | 6,553   | 100.00 |         |
| Регистрованих гласача     | Регистрованих гласача | 9,778   | 67.02  |         |
| укупно:                   | |         |        |         |

Жарко Ђокић из Српске напредне странке изабран је за градоначелника након избора.

#### Мионица
Бобан Јанковић из Српске напредне странке поднео је оставку на место председника општине Мионица 25. октобра 2017. године, а потом је именован на чело привремене управе. Нови избори одржани су 24. децембра 2017.
| Странка                   | Странка | Гласови | %      | Мандати |
| ------------------------- | --- | ------- | ------ | ------- |
|                           | Александар Вучић—Српска напредна странка                                                                                       | 5,532   | 67.36  | 28      |
|                           | Ивица Дачић–Социјалистичка партија Србије–Јединствена Србија–Драган Марковић Палма–Српска радикална странка–Др. Војислав Шешељ | 1,317   | 16.04  | 6       |
|                           | Демократска странка Мионица Милан Гавриловић Ћићован                                                                           | 1,150   | 14.00  | 5       |
|                           | Милан Кркобабић, Партија уједињених пензионера Србије                                                                          | 214     | 2.61   | –       |
| Укупно                    | Укупно | 8,213   | 100.00 | 39      |
|                           | |         |        |         |
| Важећих гласова           | Важећих гласова | 8,213   | 97.07  |         |
| Неважећих/празних гласова | Неважећих/празних гласова | 248     | 2.93   |         |
| Укупно гласова            | Укупно гласова | 8,461   | 100.00 |         |
| Регистрованих гласача     | Регистрованих гласача | 11,464  | 73.80  |         |
| укупно:                   | |         |        |         |

Бобан Јанковић је поново изабран за градоначелника након избора.